# Brézou
Der Brézou ist ein Fluss in Frankreich, der im Département Corrèze in der Region Nouvelle-Aquitaine verläuft. Er entspringt im Gemeindegebiet von Seilhac, entwässert trotz zweier großer Schleifen nach Süden in generell westlicher Richtung und mündet nach rund 30 Kilometern im Gemeindegebiet von Vigeois als linker Nebenfluss in die Vézère.

## Orte am Fluss
- Seilhac
- Saint-Clément